# ベル (カリフォルニア州)
ベル（Bell）は、アメリカ合衆国カリフォルニア州のロサンゼルス郡にある都市。人口は3万3559人（2020年）。ダウンタウン・ロサンゼルスの南東12キロメートルに位置している。

## 歴史
地名は1876年にこの土地に入植した農家「ベル家」に由来している。1898年に正式な地名となり、1927年の法人化の際には市名となった。法人化後は人口が急増し、農地は住宅地に転換された。

## 地理
ロサンゼルス川の西岸に位置している。対岸はベルガーデンズ市である。川岸はホームレスのテント村となっている。ベル市の周辺地域は工業地帯である。

## 民族構成
2020年アメリカ合衆国国勢調査によれば、市の人口の9割はヒスパニックだった。低所得の移民が多く、貧困率は23パーセントで全米の平均値11パーセントよりかなり高かった。